# Црква Светих апостола Петра и Павла у Горњој Брњици
Црква Светих апостола Петра и Павла у Горњој Брњици налази се у насељеном месту Горња Брњица, на територији града Приштине, на Косову и Метохији. Представљају као целина непокретно културно добро као споменик културе.
Црква освећена Светим апостолима Петру и Павлу у Горњој Брњици обновљена је 1975. године на остацима старијег храма који је према фрагментима сачуваних фресака у припрати датован у средњи век. То је једнобродна грађевина са полукружном апсидом и припратом, зидана каменом и пресведена полуобличастим сводом.
Око цркве се налази старо српско гробље. Архитектоником старих гробних обележја (крстом, монолитом на хумци и мањим каменом подно ногу покојника) као и обликом и орнаментиком крстова, старо гробље се датује у 18. и прве деценије 19. века.

## Основ за упис у регистар
Одлука о утврђивању Старог српског гробља и цркве Св. Петра и Павла за споменик културе, бр. 284 (Сл. гласник РС бр. 8 од 24. 3. 1998). Закон о културним добрима (Сл. гласник РС бр. 71/94).